# Szpáhi

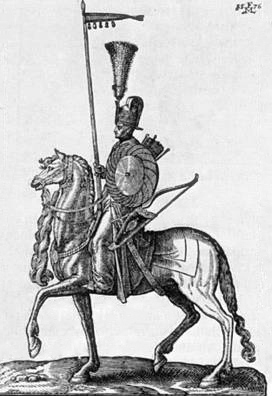
Melchior Lorch (1646) fametszete, eredeti nyomat 1576-ből. (Bibliothèque Nationale, Paris)

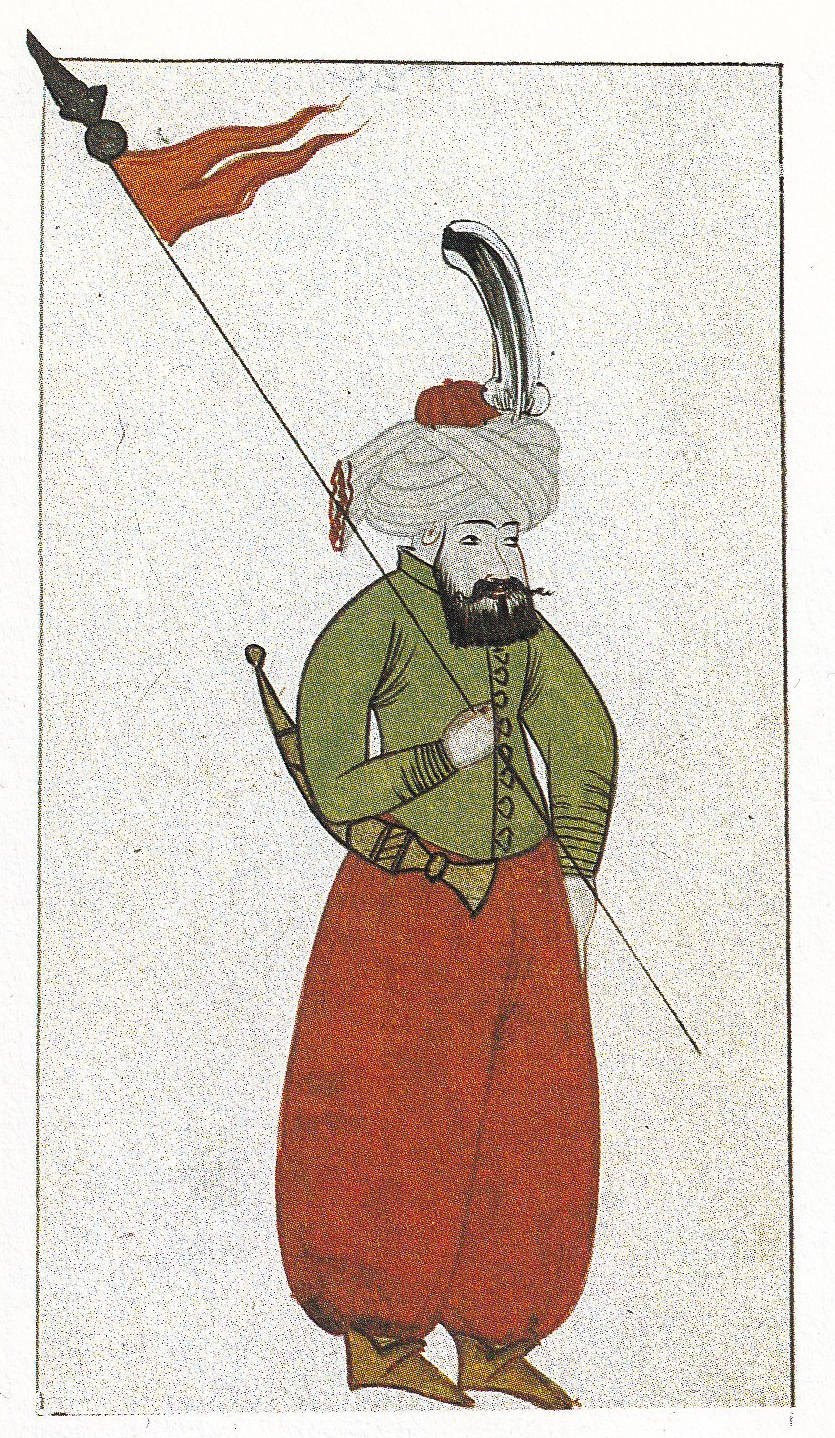
Szpáhi ábrázolása a 16. század elejéről Biblioteca Nazionale Marciana

A szpáhik oszmán-török lovaskatonák voltak. Többségük (timarli sipahi) a timár-rendszer keretében javadalmazásképpen a állami tulajdonban maradó birtokot kapott; ennek ellenében katonáskodtak, részesültek a zsákmányból és hosszabb háborúk idején zsoldot is kaptak. Mint az uralkodó aszkeri osztály tagjai, adómentességet élveztek. A birtokjövedelem ellenében bevonuló és harcoló szpáhik századokon át az oszmán hadsereg fontos összetevői voltak.

## Nevük eredete
Oszmán-török nevük, a spâhî  szó a perzsa „hadsereg” jelentésű sepâh szóból ered (csakúgy mint az egykori indiai bennszülött gyarmati katonák, a szipojok neve).

## Történetük
A  nomadizáló oszmán-törökök harcosai közül emelkedtek ki, ők voltak azok, akik a leginkább ellenálltak a földművelő-paraszti életformának. Végül mégis letelepedtek, mivel a szultántól birtokot kaptak használatra, amelynek a jövedelméből meg tudtak élni, cserébe viszont katonai szolgálattal tartoztak. Az európai feudális nemességtől eltérően birtokuk nem került a tulajdonukba, nem volt örökölhető, csak a jövedelemmel gazdálkodhattak.
II. Mehmed oszmán szultán, (Hódító Mehmed) idején a birtokos szpáhik száma mintegy 10 000 lehetett. Nagy Szulejmán korában a birodalom kisázsiai részén 17 200, a Balkánon 10 668 szolgálati birtokot osztottak ki. A birtokosaik és az általuk kiállított további fegyveresek létszáma mintegy 45 000 volt.
Az egész birodalom területén szétszórva éltek birtokaikon és bármikor hadra foghatók voltak, hogy szolgáikkal és általuk kiállított jól felszerelt lovasokkal (dsebelikkel) hadba vonuljanak. Amikor egy szandzsákban mozgósították őket, akkor minden tizedik szpáhi otthon maradhatott, hogy vigyázzon mindannyiuk rájáira (adóköteles alattvaló).
40 fős szakaszukat az aszker szürüdzsü vagy kirk aga, az ezekből álló századukat a cseri basi irányította, melyek végül ezredekbe szerveződtek. Fegyverzetük: sisak, vékony páncéling, handzsár, rövid kard (szcimitár), dobótőr, könnyű lándzsa, íj, kerek fapajzs. Később megjelentek körükben a lőfegyverek is.

## A szpáhik hanyatlása és eltűnése
A bonyolult, bürokratikus birtokjuttatási rendszer már a 16. században sok problémát okozott. A timár-birtokot igénylők számával nem tartottak lépést a hódítások.
1528-ban a szpáhik alkották az oszmán hadsereg zömét. Felelősek voltak saját maguk és kíséretük ellátásáért, felszerelésükért. A haditechnikai fejlődés azonban megkérdőjelezte hasznosságukat. Lovak helyett ágyúkra, ehhez viszont pénzre volt szüksége a kincstárnak. A 17. század elején a timár-birtokosoktól már inkább pénzt szedtek katonáskodásuk kiváltására. A szpáhik lassan kihaltak, birtokaik visszaszálltak az államra.

## A 20. században
A francia idegenlégió észak-afrikai lovasait is szpáhiknak nevezték.